# Carbonara di Nola
Carbonara di Nola és un municipi situat a la Ciutat metropolitana de Nàpols, a la regió de la Campània, (Itàlia).
Carbonara di Nola limita amb els municipis de Domicella, Lauro, Liveri i Palma Campania.